# Philibert Delorme
Philibert Delorme, noto anche come Philibert de l'Orme (Lione, giugno 1514 – Parigi, 8 gennaio 1570), fu uno dei massimi esponenti dell'architettura francese del Rinascimento.

## Biografia
Philibert nacque tra il 1500 ed il 1515; era figlio di un capomastro e studiò per alcuni anni a Roma, probabilmente tra il 1533 e il 1536, occupandosi di architettura antica.
Nel 1538 collaborò con la chiesa di Saint-Nizier e tre anni dopo il cardinale Jean du Bellay gli commissionò la costruzione del castello di Saint-Maur-des-Fossés. Nel 1544 venne nominato ispettore delle fortezze della Bretagna dal re Francesco I, compito che richiese quattro anni di sopralluoghi e di lavori.
Nel 1548 Enrico II assegnò a Delorme il ruolo di architetto del re affidandogli tutte le costruzioni eccettuato il Louvre.
Quasi tutte le sue opere sono andate distrutte. Sopravvivono alcune parti del Castello di Anet, costruito per Diana di Poitiers tra il 1552 e il 1559, in cui si riscontrano influenze manieriste. Restano integri la cappella e il padiglione d'ingresso al castello. Inoltre, nella facciata frontonata di Anet (ora nella Scuola nazionale superiore di Belle Arti di Parigi) la critica ha ravvisato uno stile più monumentale di quello del contemporaneo Pierre Lescot.
Lavorò anche al Castello di Chenonceau e un'altra sua opera giunta sino ad oggi è la tomba di Francesco I in Saint-Denis.
Dopo la morte del re, avvenuta nel 1559, Delorme perse prestigio ed anche il ruolo privilegiato e si ritirò a scrivere una serie di trattati, nei quali l'intento principale fu di diffondere un'architettura dai caratteri tipicamente francesi.
Fu autore anche di alcuni libri; suo è il trattato Architecture, che ebbe un notevole successo.
A Philibert Delorme è stata attribuita anche la decorazione del portale di Saint-Étienne-du-Mont, a Parigi.